# LPGA Tour 2011
Navigation
Édition précédente Édition suivante
Le LPGA Tour 2011 est la soixantième-deuxième édition du Ladies Professional Golf Association Tour (LPGA), circuit professionnel féminin de golf, qui se déroule du 17 février 2011 au 20 novembre 2011. Axée sur les États-Unis, la LPGA prend en compte également des tournois qui se déroulent hors des frontières américaines, ainsi cette saison voit des tournois programmés en Thaïlande, à Singapour, au Mexique, en France, en Écosse, au Canada, en Corée du Sud, en Malaisie, à Taïwan et au Japon. Cette soixantième-deuxième édition de ce circuit permet de proposer un certain nombre de tournois professionnels destinés aux femmes en dehors des compétitions amateurs. La volonté de la professionnalisation des golfeuses leur permet désormais de gagner de l'argent en jouant au golf.
Cette saison comporte vingt-trois tournois, soit un de moins qu'en 2010, auxquels sont insérées des dotations financières en fonction du résultat de la golfeuse. Quatre de ces tournois sont considérés comme « tournoi majeur » - le Championnat Kraft Nabisco, le Championnat de la LPGA, l'Open américain et l'Open britannique - et sont considérés comme les plus prestigieux et difficiles à remporter.
La Taïwanaise Yani Tseng est désignée « Joueuse de l'année de la LPGA » (« Player of the Year ») pour la quatrième fois de sa carrièr et remporte le classement des gains avec 2 921 713 $ de gains en gagnant sept victoires dont deux tournois majeurs : le Championnat de la LPGA et l'Open britannique. Les deux atres tournois majeurs sont remportés par Stacy Lewis (Championnat Kraft Nabisco) et la Sud-Coréenne So-yeon Ryu (Open américain). Enfin, le « Trophée Vare » récompensant la golfeuse ayant la moyenne de score la plus basse de la saison est également remporté par Yani Tseng pour la première fois.

## Histoire
Pour l'organisation de cette soixantième-deuxième édition, la majorité des tournois se disputent aux États-Unis mais quatre tournois sont programmés hors des États-Unis. Comme la saison précédente, la LPGA décide d'organiser des tournois hors des frontières des États-Unis avec la tenue de tournois programmés en Thaïlande, à Singapour, au Mexique, en France, en Écosse, au Canada, en Corée du Sud, en Malaisie, à Taïwan et au Japon. La majorité des joueuses sont des golfeuses principalement américaines professionnelles et amateures mais la LPGA intègre quelques années des golfeuses étrangères. Le calendrier fait débuter la saison par le tournoi « Honda LPGA Thailand » remporté par Yani Tseng. Au cours de cette saison, les non-américaines sont aussi nombreuses que les Américaines à remporter les tournois.
La Taïwanaise Yani Tseng est désignée « Joueuse de l'année de la LPGA » (« Player of the Year ») pour la quatrième fois de sa carrièr et remporte le classement des gains avec 2 921 713 $ de gains en gagnant sept victoires dont deux tournois majeurs : le Championnat de la LPGA et l'Open britannique. Les deux atres tournois majeurs sont remportés par Stacy Lewis (Championnat Kraft Nabisco) et la Sud-Coréenne So-yeon Ryu (Open américain).

## Participantes à la saison LPGA 2011
Les participantes ont deux statuts. Certaines sont devenues professionnelles mais de nombreuses amateures prennent également part aux tournois sans toutefois pouvoir recevoir le montant des gains en raison de leur statut.
|  |

## Classements saison 2011

### Tableau des gains («Money list»)
Le tableau ci-dessous est le classement des golfeuses par gains obtenus sur cette saison 2011. Le classement par gains est remporté par la Taïwanaise Yani Tseng avec 2 921 713 $ remportés.
| Cla. | Golfeuses          | Gains       | Victoires |
| ---- | ------------------ | ----------- | --------- |
| 1    | Yani Tseng         | 2 921 713 $ |           |
| 2    | Cristie Kerr       | 1 470 979 $ |           |
| 3    | Na-yeon Choi       | 1 357 382 $ |           |
| 4    | Stacy Lewis        | 1 356 211 $ |           |
| 5    | Suzann Pettersen   | 1 322 770 $ |           |
| 6    | Brittany Lincicome | 1 154 234 $ |           |
| 7    | Angela Stanford    | 1 017 196 $ |           |
| 8    | Ai Miyazato        | 1 007 633 $ |           |
| 9    | Paula Creamer      | 926 338 $   |           |
| 10   | Amy Yang           | 912 160 $   |           |
| 11   | In-Kyung Kim       | 885 952 $   |           |
| 12   | Hee-young Park     | 851 781 $   |           |
| 13   | Morgan Pressel     | 845 466 $   |           |
| 14   | Karrie Webb        | 757 671 $   |           |
| 15   | Jiyai Shin         | 720 735 $   |           |

### Trophée Vare («Vare Trophy»)
Le tableau ci-dessous est le classement des golfeuses par scores les plus bas sur cette saison 2011.
| Cla. | Golfeuses  | Moyenne |
| ---- | ---------- | ------- |
| 1    | Yani Tseng |         |